# Dwayne Roloson

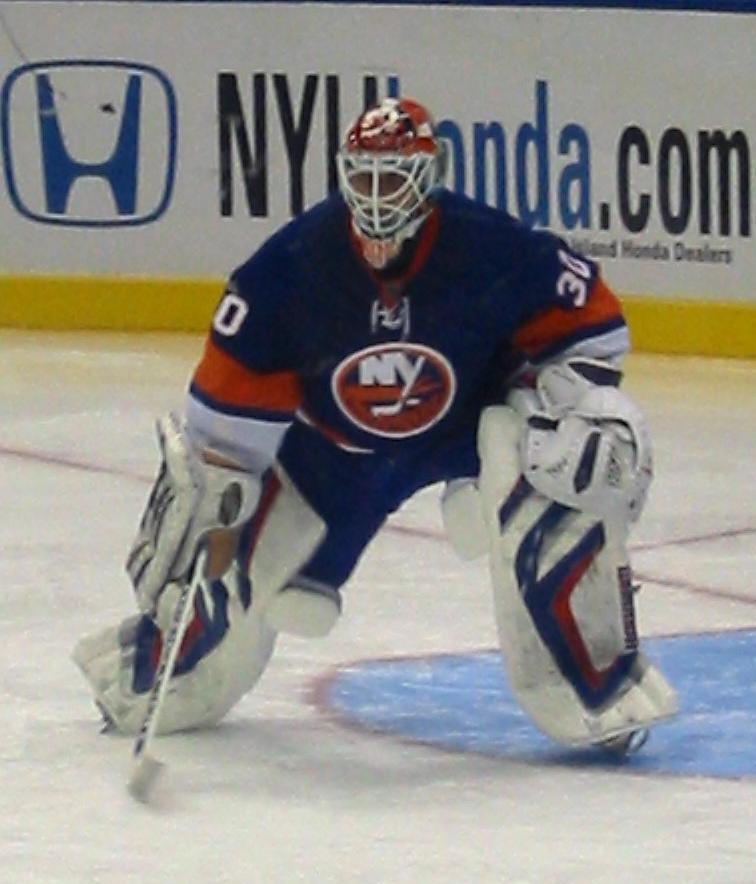
Roloson az Islanders színeiben

Albert Dwayne Roloson (Kanada, Ontario, Simcoe, 1969. október 12. –) kanadai profi jégkorongkapus. A National Hockey League-ben a Calgary Flames, a Buffalo Sabres, a Minnesota Wild, az Edmonton Oilers és a New York Islanders csapatában szerepelt. Utoljára a Tampa Bay Lightning kapusa volt. 2012-ben vonult vissza.

## Karrier
Roloson a University of Massachusetts Lowell kapuját őrizte az amerikai egyetemi bajnokságban. Diplomája megszerzése után, szabadügynökként a Calgary Flames szerződtette 1994-ben. Két évig a Calgary farmcsapatában, a Saint John Flamesben szerepelt az AHL-ben. AZ NHL-ben az 1996-97-es szezonban mutatkozott be. 1998-ban a Buffalo Sabresbe igazolt, ahol Dominik Hašek cseréjeként többnyire a cserepadon jutott hely számára. 2000-ben az új NHL csapatok számára rendezett Expansion Drafton a Columbus Blue Jackets választotta ki magának. De ahelyett, hogy csatlakozott volna Columbushoz, inkább a St. Louis Blueshoz igazolt, ahol nem kapott játéklehetőséget csak a Worcester IceCats farmcsapatban.
2001-ben újabb esélyt kapott, szabadügynökként a Minnesota Wild csapatához szerződött. A 2002–2003-as szezonban Manny Fernandezzel megosztva védték a csapat kapuját. A Wild történetében először jutott be a playoffba, ahol elsőként a Colorado Avalanche majd a Vancouver Canucks búcsúztatták. A jó sorozatnak az Mighty Ducks of Anaheim vetett véget, amely 4-0-lal söpörte ki a Minnesotát a konferenciadöntőből. Roloson ebben a szezonban meghívást kapott az All-Star Gálára, ahol a Nyugati főcsoport hálóját őrizhette és a szezon végén elnyerte a Roger Crozier Saving Grace Awardot, melyet az NHL legjobb védési hatékonyságú kapusa kap meg.
A 2004–2005-ös szezonban a 2004–2005-ös NHL-lockout miatt Finnországba a Lukko Rauma csapatában szerepelt, akikkel negyedik helyen végzett.
2006. március 8-án a Minnesota elcserélte az Edmonton Oilersszel egy elsőkörös draftjogért. Az Oilers menedzsere, Kevin Lowe kezdetben keményen kritizálta az új szerzeményt, hogy miért nem egy jobb kapust igazoltak és, hogy miért mondtak le egy elsőkörös választási lehetőségről egy csoport rivális javára.
A kritikákat Roloson szenzációs játékával – mellyel az Edmontont kupadöntőig vezette – elhallgattatta. A  Stanley döntő első mérkőzésén a Carolina Hurricanes ellen térdsérülést szenvedett. Craig MacTavish edző bejelentette, hogy Roloson állapota nem teszi lehetővé a szereplését a döntőben, melyet az Oilers hét mérkőzésen veszített el. Rolosonnal a következő szezon előtt Lowe hároméves szerződést irt alá.
Roloson 2007-ben tagja volt a világbajnok kanadai csapatnak, melyben négy mérkőzésen jutott szóhoz.

## Dijai
- Hockey Kelet Első All-Star Csapat: 1994
- Hockey Kelet Év Játékosa: 1994
- NCAA Kelet Első All-American Csapat: 1994
- AHL Első All-Star Csapat: 2001
- Aldege "Baz" Bastien-emlékdíj: 2001
- MBNA/Mastercard Roger Crozier Saving Grace Award: 2004
- NHL All-Star Gála: 2004